# Bank und Monument (London Underground)

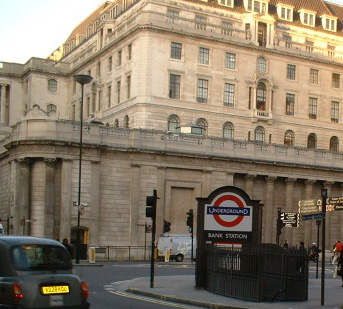
Eingang zur Station Bank, im Hintergrund die Bank of England

Bank und Monument sind zwei miteinander verbundene Stationen der London Underground und der Docklands Light Railway. Sie erstrecken sich unter der King William Street im Zentrum der City of London. Offiziell gelten sie als eine einzige Station mit separaten Eingängen und unterschiedlichen Namen. Dieser in der Tarifzone 1 gelegene Stationskomplex ist auch unter dem Namen Bank-Monument complex bekannt. Im Jahr 2013 nutzten ihn 52,31 Millionen Fahrgäste (etwa 143.000 Personen pro Tag).

## Anlage

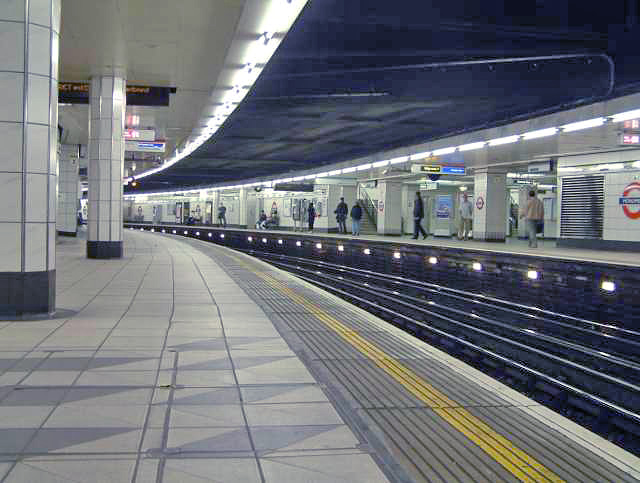
Bahnsteig der Circle und District Line in der Station Monument

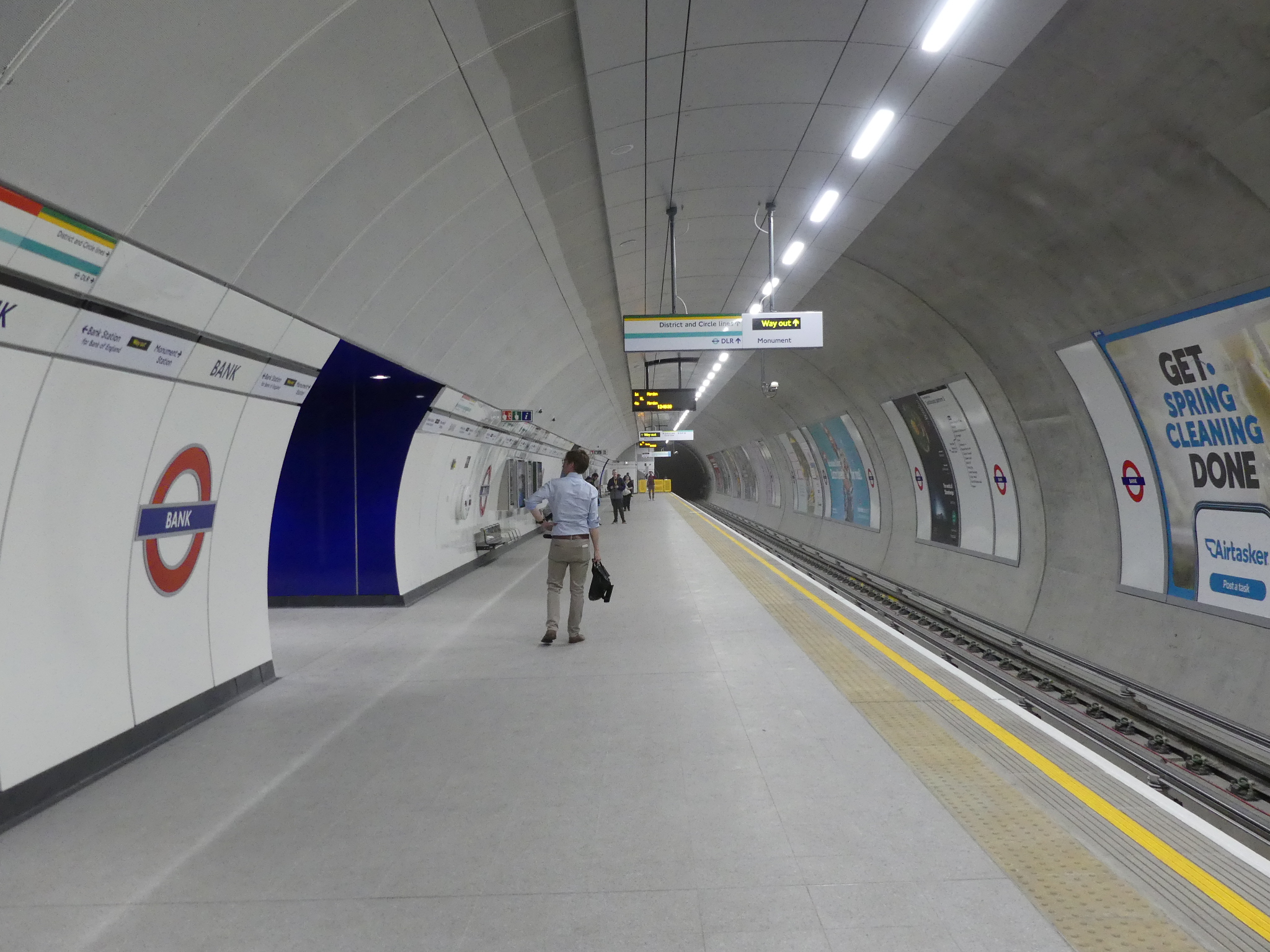
Bahnsteig der Northern Line (Züge in südliche Richtung) in der Station Bank am Eröffnungstag, 16. Mai 2022

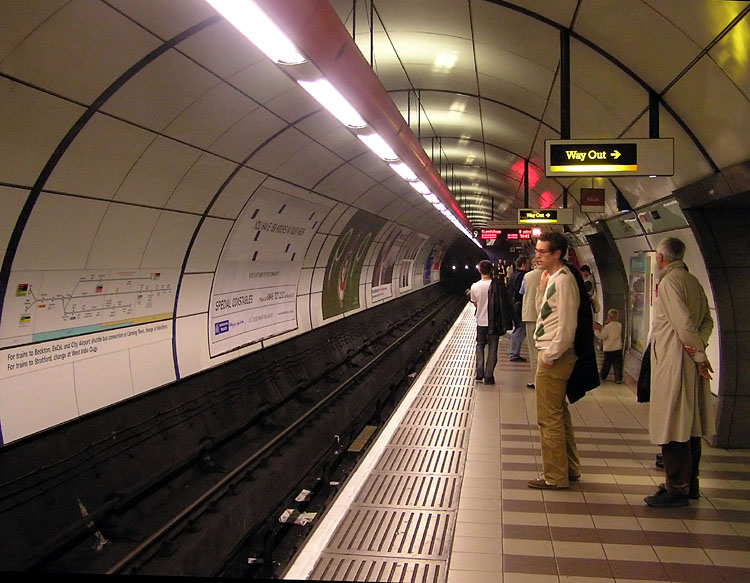
Bahnsteig der Docklands Light Railway in der Station Bank

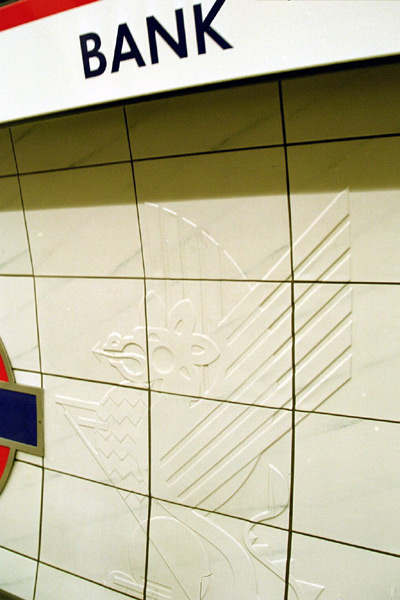
Dieses Wandfliesenmuster zeigt das Wappen der Corporation of London

Die Station Bank (N 51° 30' 48" W 0° 5' 20") ist nach der Bank of England benannt, die sich unmittelbar darüber befindet. Es ist das einzige denkmalgeschützte Gebäude in London, das einen eigenen Eingang zur U-Bahn besitzt. Hier halten Züge der Northern Line und der Central Line, außerdem ist Bank die Endstation eines Streckenastes der Docklands Light Railway. Die Bahnsteige der Waterloo & City Line sind durch zwei nur leicht geneigte Rolltreppen mit diesem Teil des Stationskomplexes verbunden.
Die Station Monument (N 51° 30' 38" W 0° 5' 9") ist nach dem Monument to the Great Fire of London benannt. Es erinnert an den Großen Brand von London, der im Jahr 1666 in unmittelbarer Nähe ausbrach. In Monument halten die Züge der Circle Line und der District Line. Die Verbindung zum anderen Teil des Stationskomplexes erfolgt durch ein rund 200 Meter langes Rollband.

## Geschichte

### Bis 1900
Die erste Station in diesem Teil der Stadt war die am 6. Oktober 1884 eröffnete Station der Metropolitan District Railway (Vorgängergesellschaft der District Line). Zu Beginn hieß sie Eastcheap (nach einer Straße in der Umgebung), wurde dann jedoch bereits knapp drei Wochen später, am 1. November, in Monument umbenannt. Mit dem Abschnitt zwischen Mansion House und Tower Hill wurde die letzte Lücke der rund um die gesamte Innenstadt verlaufende Ringstrecke geschlossen.
Zahlreiche Eisenbahngesellschaften strebten danach, ihre Strecken bis in die City of London hinein bauen zu dürfen. Den Anfang machte am 8. August 1898 die Waterloo & City Railway (W&CR, heute Waterloo & City Line), die im Prinzip lediglich eine kurze Pendellinie zum Bahnhof Waterloo ist. Die unter der Queen Victoria Street gelegene Station hieß zunächst City und erhielt am 28. Oktober 1940 die Bezeichnung Bank. Die erste Station namens Bank war allerdings jene der City and South London Railway (C&SLR, heute der City-Ast der Northern Line), die am 25. Februar 1900 den Betrieb aufnahm und die nahe gelegene Station King William Street ersetzte.
Da nun die Bahnsteige direkt unter der King William Street lagen (im Gegensatz zur vorherigen Endstation), musste die Schalterhalle nahe der Kreuzung mit der Lombard Street gebaut werden. Allerdings waren die Grundstückspreise derart hoch, dass die C&SLR sich kein eigenes Stationsgebäude leisten konnte. Eine Alternative wäre gewesen, die Kirche St Mary Woolnoth abzureißen, was jedoch an heftigen Protesten der Öffentlichkeit scheiterte. Schließlich konnte die C&SLR die Krypta der Kirche erwerben und dort ihre Schalterhalle einrichten. Die dort begrabenen Toten wurden ohne große Bedenken in den Friedhof von Ilford geschafft. Der damals in der Krypta gebaute Aufzug ist heute noch in Betrieb.

### Nach 1900
Die (vorläufige) östliche Endstation der Central London Railway (CLR, heute Central Line) folgte am 30. Juli 1900. Die Gesellschaft hatte sich dazu verpflichtet, den Tunnel genau unter den darüber liegenden Straßen zu bauen. Damit sollten spätere Entschädigungszahlungen an Grundstücksbesitzer wegen Erschütterungen an den Gebäuden vermieden werden. Dies hatte zur Folge, dass die Bahnsteige unter der Poultry und der Threadneadle Street stark gekrümmt sind, so dass es nicht möglich ist, von einem Ende des Bahnsteigs aus das andere Ende zu sehen. Auch östlich der Station ist der Tunnel stark gekrümmt, um die Tresorräume der Bank of England zu umfahren.
Die hohen Grundstückspreise in der City, gepaart mit der unmittelbaren Nachbarschaft der Royal Exchange, der Bank of England und des Mansion House, führten dazu, dass die CLR-Station vollständig unterirdisch gebaut werden musste. Allerdings lag diese genau unter einer der meist befahrenen Kreuzungen in ganz London. Die City of London Corporation setzte durch, dass die Station auch als Fußgängerunterführung benutzt werden konnte. Die Schalterhallen der W&CR und der CLR wurden wenig später durch einen Tunnel miteinander verbunden. Eine unterirdische Verbindung zur Station der C&SLR hingegen konnte erst in den 1920er Jahren nach der Erfindung der Rolltreppe errichtet werden. Die Station Monument und die Bahnsteige der Northern Line verband man schließlich 1933 durch den Bau eines Tunnels miteinander.
Am 11. Januar 1941, während des Zweiten Weltkriegs, erlitt die Schalterhalle der Central Line einen direkten Treffer durch eine deutsche Fliegerbombe. Sie schlug auf der Straße ein und brachte die Decke der darunter liegenden Halle zum Einsturz. Dabei kamen 56 Personen ums Leben, weitere 69 Personen wurden verletzt. Der Straßenverkehr musste mit einer Bailey-Brücke über den Einschlagkrater geführt werden. Die Station konnte behelfsmäßig hergerichtet am 17. März wiedereröffnet werden. Von den beim Bombenangriff ebenfalls zerstörten Liften zur Central Line konnte der erste im Dezember 1941 wieder in Betrieb genommen werden. Komplett wiederhergestellt war die Station erst 1947.
Für die Docklands Light Railway entstand eine unterirdische Verlängerung nach Bank, die am 29. Juli 1991 eröffnet wurde. Die Bahnsteige baute man parallel zu jenen der Northern Line, allerdings etwas darunter liegend. Dank neu errichteter Verbindungstunnel war es nicht mehr nötig, die Bahnsteige der Northern Line zu passieren, um von der Central Line zur Station Monument zu gelangen. Zusätzlich baute man einen weiteren Verbindungstunnel von der DLR zur Waterloo & City Line.
Im Zuge von Ausbauarbeiten war der Bahnsteig der Northern Line für Züge in südlicher Richtung vom 15. Januar 2022 bis 15. Mai 2022 geschlossen. Neben dem bestehenden Bahnsteig wurde ein neuer Bahnsteig vorbereitet, in der Sperrpause wurde das neue Gleis an den Bestand angeschlossen, der neue Bahnsteig ausgebaut und der alte Bahnsteig zu einem Mittelgang umfunktioniert, wobei das alte Gleisbett zugeschüttet und mit Fliesen versehen wurde.